# Reforma ortográfica
Uma reforma ortográfica é uma grande alteração no sistema ortográfico de uma determinada língua.

## Reformas

### Português
No Brasil, a língua portuguesa já passou por reformas em 1907, 1943 e 1971, enquanto em Portugal houve alterações em 1911, 1920, 1931, 1945 e 1973.
Portugal e Brasil colocaram em prática as regras do Acordo Ortográfico de 1990, enquanto os restantes seis países lusófonos ainda não o fizeram. O período de adaptação iria até 2015.
- Reforma Ortográfica de 1907 (Brasil)
- Reforma Ortográfica de 1911 (Portugal)
- Formulário Ortográfico de 1943 (Brasil)
- Acordo Ortográfico de 1945 (Portugal)[Nota 1]
- Reforma Ortográfica de 1971 (Brasil)
- Acordo Ortográfico de 1990 (Conjunto)

### Alemão

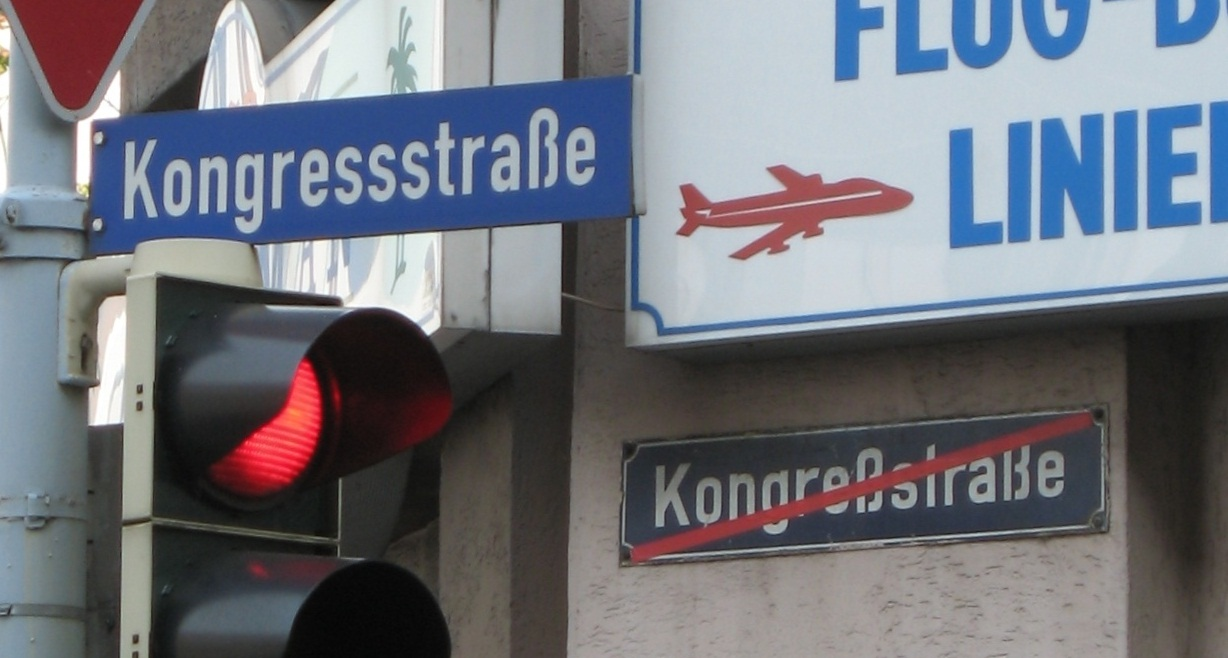
Placa de uma rua em Aachen afetada pela reforma ortográfica.

Em 1996, foi firmado em Viena por todos os países que utilizam a língua alemã, com a exceção do Luxemburgo, uma nova ortografia. As regras da nova ortografia centram-se nos pontos de correspondência entre letras e sons, uso das maiúsculas, palavras que se escrevem juntas ou separadas, uso do hífen, pontuação e separação das palavras no final da linha. Essa ortografia é obrigatória apenas nas escolas, sendo que fora delas, qualquer cidadão é livre para escrever como quiser. A consequência disso é que a maioria das pessoas usam a grafia tradicional alemã.
Uma das mudanças será a norma de uso do "ß", que será usado apenas atrás de vogais longos e ditongos. Atrás de vogal curta, é escrito "ss" ou "s". Um exemplo de mudança é a frase der Fluß, que com a reforma ortográfica, será der Fluss. Essa norma não afetará a Suíça e Liechtenstein, pois antes da reforma, eles já usavam "ss" no lugar de "ß". Outras mudanças são as consoantes triplas, que irão deixar de reduzir-se para duas (um exemplo é Schiffahrt, que passa a ser Schifffahrt, que vem de Schiff + Fahrt, que quer dizer, em português, viagem de barco), consoantes duplas escrevem-se depois de vogais curtas (As → Ass, que quer dizer ás), mudanças vocálicas, principalmente "ä" por "e" (Stengel → Stängel, que quer dizer haste).
Essa reforma também uniformiza o uso de maiúsculas nos nomes. Com a reforma ortográfica, é permitido usar letra maiúscula após dois pontos e as maiúsculas de cortesia usadas em certas nas palavras du, dein, ihr, euch ficam abolidas, apesar de se manterem nas formas formais Sie e Ihnen. Palavras compostas serão geralmente separadas, compostas do substantivo e do verbo (radfahren → Rad fahren, que quer dizer conduzir bicicleta), verbos compostos com um infinitivo (kennenlernen → kennen lernen, que significa conhecer pela primera vez), além de outras mudanças.
Em 2004 e em 2006, foram feitas revisões a certas regras da reforma de 1996, que foi chamada de "Reforma da Reforma". Ela admite grafias antigas como facultativas e faz outras alterações de pormenor.

### Turco
| Comparações | Comparações   | Comparações    |
| Português   | Turco Otomano | turco moderno  |
| ----------- | ------------- | -------------- |
| obrigatório | واجب vâcib    | zorunlu        |
| dificuldade | مشكل müşkül   | güçlük, zorluk |
| cidade      | شهر şehir     | kent/şehir     |
| guerra      | جنك cenk      | savaş          |

Antes de 1928, existia três línguas dentro do Império Otomano: O árabe, usado como língua principal para assuntos religiosos, o persa, vista como a "língua da arte, da literatura refinada e da diplomacia" e o turco otomano, a língua oficial do Império Otomano, usada para administração do império. Essa língua trazia palavras do árabe, do turco e do persa, além de expressões inteiras vindas dessas línguas.
Como o árabe, o persa e o turco tinham diferenças gramaticais, etimológicas e fonológicos significativas, o Turco Otomano era difícil. Por isso, durante o século XIX, muitos intelectuais otomanos queriam uma reforma no Turco Otomano. Eles queriam uma língua mais fácil de ler e escrever e que tivesse apenas palavras turcas. Por isso, em 1928, Kemal Atatürk, após o estabelecimento da República da Turquia, começou a fazer reformas na língua, com mudanças radicais, tanto na fala, quanto na escrita. O período de transição durou poucos meses, pois em 1 de janeiro de 1929, o uso do alfabeto árabe foi proibido na escrita turca e substituída pelo alfabeto latino.

## Outras línguas
- Reforma ortográfica do dinamarquês de 1948
- Reforma da ortografia sueca de 1906